# Jane Thylda
Jane Thylda of Jeanne Thylda, geboren als Jeanne Tricaud (Lyon, 10 april 1869 – Arcachon, 26 mei 1935), was een Frans actrice, mime, variétéartieste en publiek figuur. Ze was actief in de podiumkunsten van 1890 tot en met 1903. In 1905 maakte Picasso een portret van haar. Door haar huwelijk met Auguste de Broglie-Revel in 1912 kreeg ze de adellijke titel prinses.

## Theater
- 1890: L'Amant de sa femme van Aurélien Scholl, Bordeaux
- 1892: Clo-Clo van Albin Valabrègue en Pierre Decourcelle, Bordeaux
- ?: Le Maître de forges, Bordeaux
- ?: L'Auberge des mariniers, Bordeaux
- ?: Les Surprises du divorce, Bordeaux
- ?: Durand et Durand, Bordeaux
- ?: Madame Sans-gêne, Parijs

## Dansdrama
- 1898: Vision !' van Edmond Missa op een libretto van Léon Roger-Milès, Olympia (Parijs)
- 1898: Barbe-bleue van Charles Lecocq op een libretto van Richard de Saint-Geniès, Olympia
- 1899: La Princesse au sabbat van Jean Lorrain op muziek van Louis Ganne, Folies Bergère (Parijs)
- 1899: Les Grandes Courtisanes van Hubert Desvignes op muziek van Edmond Missa, Folies Bergère
- 1899: Pour qui s'emballe t-y ?, Folies Bergère
- 1899: Le Prince Désir van Pierre Guérande op muziek van Francis Thomé, Folies Bergère
- 1900: Cythère van Auguste Germain op muziek van Louis Ganne, Folies Bergère
- 1900: Watteau van Jean Lorrain op muziek van Edmond Diet, Olympia
- 1900: Le Petit Faust van Gardel-Hervé, Olympia
- 1901: Duel de femmes van Henri Hirschman, Olympia
- 1902: Cendrillon van Alphonse Lemonnier en Gardel-Hervé, Olympia
- 1902: Le Petit Faust van Gardel-Hervé op muziek van Hérve en choreografie van Curti, Folies Bergère
- 1903: La Chula, Scala (Parijs)